# جاناتان اشمود
جاناتان اشمود (انگلیسی: Jonathan Schmude؛ زادهٔ ۳۱ مهٔ ۱۹۹۲) بازیکن فوتبال اهل آلمان است.
از باشگاه‌هایی که در آن بازی کرده‌است می‌توان به باشگاه فوتبال هانوفر ۹۶ اشاره کرد.